# Трамвайний транспорт
Трамвайний транспорт, вид міського електротранспорту, в Україні до середини 1950-их pp. основний вид міського транспорту, тепер один з 4 головних: 1976 на перевіз пасажирів у міському транспорті трамваями припадало 21,0%, автобусами (у внутр. міськ. транспорті) 50,6%, тролейбусами 24,9%, метрополітеном 3,5% (у% у 1970: 26,7, 48,5, 22,9, 1,9; у 1965: 38,7, 40,0, 20,1, 1,2; у 1940: 96,2, 1,8, 2,0, 0).
В Україні перший електричний трамвай (і перший у Рос. Імперії) почав діяти у Києві 1892 (на лінії Поділ-Хрещатик, довж. 1,5 км), у Львові 1894 (його попередником був кінний трамвай з 1888), 1898 у Катеринославі й Севастополі, 1899 у Житомирі; 1914 вже 14 міст мали трамвайний транспорт, і він поступово витиснув «конку». Розвиток трамвайного транспорту в м. УРСР видно з табл. (ч. на 1914 і 1928 приблизні) (див. табл. на стор. 3248).
До сер. 1950-их pp. кількість пасажирів у трамвайному транспорті зростала значно сильніше, ніж збільшення кількості трамвайних вагонів, тому трамваї завжди переповнені. З 1960-их pp. трамвайний транспорт не зростає, а то й зменшується, але порівняно з Зах. Європою відіграє ще досить велику ролю. На відмирання трамвайного транспорту впливає невелика його швидкість — сер. 15 км/год., у деяких центр. районах міст ледве 7 — 8.
```
| 1914 | 1928 | 1940 | 1960 | 1965 | 1970 | 1978
```

Ч. міст з трамваями | 14 | 15 | 26 | 26 | 26 | 25 | 25
Одиночна протяжність трамвайної колії в км | 604 | 714 | 1 300 | 1 509 | 1685 | 1869 | 2 006
Кількість трамвайних вагонів | 1084 | 1 156 | 2 423 | 3 789 | 4 944 | 5 285 | 5 072
Перевезено пасажирів у млн | 222 | 242 | 1489 | 1 721 | 1913 | 1785 | 1 823